# هتل‌های مارکو پولو
هتل‌های مارکو پولو (انگلیسی: Marco Polo Hotels) شرکت مهمان‌نوازی هنگ کنگی است، که در سال ۱۹۸۶ تأسیس شد.